# 1507 en littérature
| Années de la littérature : 1504 - 1505 - 1506 - 1507 - 1508 - 1509 - 1510    |
| Décennies de la littérature : 1470 - 1480 - 1490 - 1500 - 1510 - 1520 - 1530 |

Cet article présente les faits marquants de l'année 1507 en littérature.

## Événements
- 26 août : suite du décès de Jean Molinet, Jean Lemaire de Belges est nommé historiographe à la cour de l'archiduc Charles[1].

- 15 septembre : le roi Jacques IV accorde à Walter Chepman et Androw Myllar un brevet pour fonder la première imprimerie en Écosse[2].

## Parutions
- 25 avril : Mathias Ringmann publie à Saint-Dié Cosmographiæ introductio, préambule au planisphère de Waldseemüller ou est désigné pour la première fois le continent sud-américain par le nom America[3].

- Le Voyage de Gênes, poème de Jean Marot[4].

## Naissances
- Guillaume Guéroult, éditeur, traducteur et poète français (mort en 1569).

## Décès
- 23 août : Jean Molinet, chroniqueur, poète et historien français (né en 1435).